# Domínio de Anegasaki
O Domínio de Anegasaki (松代藩, Anegasaki -han) foi um Han do Período Edo da História do Japão . Localizava-se na Província de Kazusa na atual Chiba 

## História
Em novembro de 1607, Matsudaira Tadamasa o segundo filho de Yūki Hideyasu e neto de Tokugawa Ieyasu, recebeu 10.000 koku e se tornou Daimiô de Anegasaki. Ficando alí até 1615 quando foi nomeado Daimiô de Shimotsuma. Nesta ocasião o domínio passou as terras do Shogun (tenryō). Esta situação permaneceu até que em dezembro de 1619 Naomasa, irmão de Tadamasa, recebeu 10.000 koku e se tornou o novo Daimiô de Anegasaki mantendo-se no cargo até 1624, quando foi nomeado Daimiô de Ōno em Echizen e Anegasaki volta a ser tenryō.

## Lista de Daimiôs
- -- Clã Matsudaira (Echizen) (Shinpan, com renda de 10.000 para 20.000 koku)

1. Matsudaira Tadamasa (1607-1615)
2. Matsudaira Naomasa  (1619-1624)

- Período como tenryō

1. (1615-1619)
2. (1624-1871)